# Roderich von Schoeler
Roderich Felix August von Schoeler (Trier, 3. kolovoza 1862. – Bad Wildungen, 4. travnja 1935.) je bio njemački general i vojni zapovjednik. Tijekom Prvog svjetskog rata zapovijedao je 20. i 11. pješakom divizijom, te VIII. korpusom na Istočnom i Zapadnom bojištu.

## Vojna karijera
Roderich von Schoeler rođen je 3. kolovoza 1862. u Trieru. Sin je Daniela von Schoelera, inače general-poručnika pruske vojske, i njegove druge žene Helene von Bornstedt. U prusku vojsku stupio je kao kadet 1879. godine nakon čega služi u 4. gardijskoj pukovniji. U srpnju 1888. unaprijeđen je u poručnika, dok od listopada 1890. pohađa Prusku vojnu akademiju. Po završetku iste, u rujnu 1893. promaknut je u čin satnika, dok se od studenog 1899. nalazi na službi u Pruskom ministarstvu rata. U siječnju 1900. unaprijeđen je u čin bojnika, da bi u veljači 1905. bio premješten na službu u 89. grenadirsku pukovniju gdje zapovijeda bojnom. Za vrijeme službe u navedenoj pukovniji promaknut je u travnju 1906. u čin potpukovnika. U svibnju 1907. postaje zapovjednikom III. okruga u Berlinu, da bi dvije godine poslije, u travnju 1909., bio promaknut u čin pukovnika. U siječnju 1910. imenovan je zapovjednikom 2. gardijske pukovnije smještene u Berlinu, gdje se nalazi na službi iduće dvije godine. U siječnju 1912. promaknut je u čin general bojnika, te istodobno imenovan zapovjednikom 2. gardijske pješačke brigade. Navedenu dužnost obnaša do srpnja 1913. kada postaje načelnikom upravnog odjela u pruskom ministarstvu rata.

## Prvi svjetski rat
Na početku Prvog svjetskog rata Schoeler je imenovan glavnim intendantom pri Glavnom stožeru koji je bio zadužen za opskrbu kopnene vojske. Navedenu dužnost obnaša do travnja 1916. kada postaje najprije privremenim, a od kolovoza 1916. i trajnim zapovjednikom 20. pješačke divizije kojom je do tada zapovijedao Arthur von Lüttwitz. Zapovijedajući navedenom divizijom na Istočnom bojištu sudjeluje u zaustavljanju Brusilovljeve ofenzive. U listopadu 1916. imenovan je zamjenikom ministra rata, ali navedenu dužnost ne obnaša dugo jer u prosincu preuzima zapovjedništvo nad 11. pješačkom divizijom. S navedenom divizijom sudjeluje u Bitci kod Arrasa u kojoj je divizija pretrpjela teške gubitke.
U svibnju 1917. Schoeler postaje zapovjednikom VIII. korpusa zamijenivši na tom mjestu Otta von Plüskowa. U rujnu 1917. korpus je u sastavu Armijskog odjela B držao dio bojišta uz švicarsku granicu, da bi u proljeće 1918. korpus bio premješten u sastav 7. armije u sklopu koje sudjeluje u Proljetnoj ofenzivi. Ubrzo nakon početka ofenzive, u travnju 1918., Schoeler je s VIII. korpusom premješten u sastav 18. armije pod zapovjedništvo Oskara von Hutiera u sklopu koje sudjeluje u borbama oko Noyona za što je 30. lipnja 1918. odlikovan ordenom Pour le Mérite. Do kraja rata Schoeler s VIII. korpusom sudjeluje u borbama na Hindenburgovoj liniji, da bi po potpisivanju primirja zapovijedao vraćanjem svojeg korpusa natrag u Njemačku.

## Poslije rata
Nakon završetka rata Schoeler u kolovozu 1919. dobiva zapovjedništvo nad 2. grupnim zapovjedništvom Reichswehra. Navedenu dužnost obnaša do rujna 1920. kada je umirovljen s počasnim činom generala pješaštva.
Roderich von Schoeler preminuo je 4. travnja 1935. godine u 73. godini života u Bad Wildungenu. Od rujna 1919. bio je oženjen s Helenom Böcklin von Böcklinsau.

## Vanjske poveznice
(eng.) Roderich von Schoeler na stranici Prussianmachine.com

(njem.) Roderich von Schoeler na stranici Deutschland14-18.de  Arhivirana inačica izvorne stranice od 12. svibnja 2014. (Wayback Machine)